# Melica montezumae
Melica montezumae är en gräsart som beskrevs av Charles Vancouver Piper. Melica montezumae ingår i släktet slokar, och familjen gräs. Inga underarter finns listade i Catalogue of Life.